# Патријарх српски Никанор I
Никанор I, такође познат као Никанор; Никанор I, патријарх српски ;  Никанор је био српски православни свештеник.

## Каријера
Постао је 17. пећки архиепископ и српски патријарх када је 1588. заменио Саватија Соколовића. Црквени записи наводе да је он устоличен 1588. године, али да му недостају подаци о његовом мандату. Следеће године наследио га је Јеротеј Соколовић.
Дошао је из Новог Брда и био је од пресудне важности за оснивање прве штампарије у Србији.
Док је био у манастиру Грачаница, био је заслужан за израду рукописа у српској верзији старословенског језика.
Као митрополит поклањао је иконе храмовима.